# ناتاشا فريند
ناتاشا فريند (بالإنجليزية: Natasha Friend)‏ (28 أبريل 1972، نورويتش في الولايات المتحدة)؛ كاتِبة مُتخصِّصة في أدب الأطفال وروائية أمريكية. درست في جامعة كليمسون.